# Federació d'Emirats Àrabs
|  | No s'ha de confondre amb Federació d'Emirats Àrabs del Sud. |

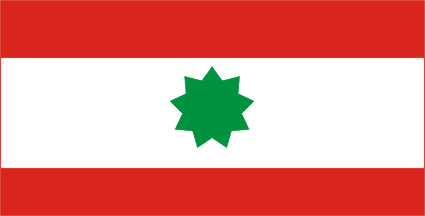
Projecte de bandera federal, amb una punta d'estel per cada estat membre

La Federació d'Emirats Àrabs fou un projecte federal que havien de formar nou estats protegits pels britànics al golf Pèrsic.
El gener del 1968 el govern britànic va anunciar que deixaria la regió a finals de 1971. Un mes després (18 de febrer) els xeics de Dubai i Abu Dhabi van anunciar que federarien els seus dos territoris, per coordinar la política exterior i la defensa i cooperar en altres àmbits. El 27 de febrer es va celebrar a Dubai una conferència amb els set xeics del Trucial Oman i els de Qatar i Bahrein, i es va prendre una decisió en el sentit d'anar a una federació dels nou xeicats que entraria en vigor el 30 de març de 1968 amb el nom de Federació d'Emirats Àrabs (Ittihad al-Imarat al-Arabiyya).
Aquesta federació només va existir sobre el paper i en els dos següents anys es va avançar molt poc. Les comissions no tenien prou facultats i eren lentes. Es va discutir sobre moneda comuna, educació unificada, comunicacions federals, serveis mèdics i socials integrats, i altres. Les discòrdies que durant segles havien enfrontat als xeics no eren fàcils de solucionar tot d'una, i els litigis territorials, les rivalitats dinàstiques i les dissensions tribals jugaven contra la federació; no es va trobar un acord sobre el lloc de la capital federal, la duració del mandat del president i en general pel repartiment del poder i la representativitat de l'assemblea consultiva prevista. Bahrein i Qatar volien tenir un vot cadascun, i un també cadascun Abu Dhabi i Dubai, i els altres cinc només tindrien un vot entre tots, i exigien que les decisions del consell es preguessin per unanimitat (Abu Dhabi volia la majoria). Quant a escons Bahrain demanava en proporció a la població (la població de Bahrein era el doble que la dels altres vuit estats) i la resta volia una representació igual per tots els estats. La por d'una hegemonia de Bahrein va fer fracassar finalment la federació.
Altres problemes exteriors eren la reclamació de l'Iran sobre Bahrein, i la de l'Aràbia Saudita sobre part d'Abu Dhabi i especialment sobre l'oasi de Buraimi. El maig de 1970 el conflicte entre Bahrein i l'Iran es va resoldre sobre la base del nomenament d'un representant de l'ONU per garantir els desitjos de la població de les illes, i es va comprovar que la població de Bahrein volia al 99% un estat sobirà separat, i l'Iran va acceptar els fets. Bahrain ara ja no necessitava a la Federació per defensar-se de la reclamació iraniana.
En canvi al mateix temps, Aràbia Saudita reforçava la seva reclamació de Buraimi i tota la zona sud i oriental d'Abu Dhabi, mentre Iran manifestava la seva reclamació sobre les illes Abu Musa i Tunb de Sharjah i Ras al-Khaimah. Com que Bahrain ara no es volia barrejar amb conflictes amb Iran i l'emir considerava que Bahrain no quedava representat a la federació segons el seu pes demogràfic, industrial i educatiu, i tampoc volia conflictes amb Aràbia Saudita, a partir del maig-juny del 1970 es va començar a separar del projecte. Iniciat aquest procés, i per rivalitats dinàstiques, Qatar va seguir a Bahrein. Així la federació de nou passaria a vuit i tot seguit a set membres. El juny de 1970 la victòria dels conservadors a la Gran Bretanya no va suposar cap canvi, ja que el partit triomfant va confirmar la política de sortida de la regió el 1971. La federació va existir teòricament fins al 18 de juliol de 1971 quan es va formar la nova Federació d'Emirats Units amb sis dels emirats del Trucial Oman. Bahrein va proclamar la independència el 14 d'agost de 1971 i Qatar l'1 de setembre de 1971. Ras al-Khaimah va esdevenir independent el 2 de desembre de 1971 però es va unir a la federació el 10 de febrer de 1972.